# Potts Point
Potts Point è un sobborgo cittadino di Sydney in Australia.

## Geografia fisica
Il sobborgo si trova a circa 2 chilometri a est del CBD e si affaccia sulla baia di Sydney.

## Origini del nome
Potts Point prende il nome da Joseph Hyde Potts, che lavorava per la Bank of New South Wales. Egli acquistò sei acri e mezzo di terreno lungo la baia in un'area allora conosciuta come Woolloomooloo Hill e che per l'occasione rinominò Potts Point.